# كريستيان مينيوسي
كريستيان مينيوسي (بالإسبانية: Christian Miniussi) مواليد 5 يوليو 1967 في بوينس آيرس، هو لاعب كرة مضرب أرجنتيني سابق بدأ مسيرته كمحترف سنة 1984 وكان يلعب باليد اليمنى، اعتزل اللعب في 1995. أعلى تصنيف له في الفردي كان المركز الـ 57 في سنة 1992. سبق أن شارك في دورة الألعاب الأولمبية الصيفية.

## روابط خارجية
- كريستيان مينيوسي على موقع رابطة محترفي التنس (الإنجليزية)
- كريستيان مينيوسي على موقع الاتحاد الدولي لكرة المضرب (الإنجليزية)
- كريستيان مينيوسي على موقع كأس ديفيز (الإنجليزية)
- كريستيان مينيوسي على موقع خلاصة التنس.كوم (الإنجليزية)
- كريستيان مينيوسي على موقع أوليمبيديا (الإنجليزية)